# Axel Springer SE
Axel Springer SE és una de les empreses multimèdia més grans d'Europa, i la tercera empresa de mitjans de comunicació més gran d'Alemanya, amb més de 13.651 empleats i uns ingressos anuals d'uns 3.300 milions d'euros. L'empresa és activa en un total de 36 països, entre els quals Hongria, Polònia, la República Txeca, Rússia, Espanya, França, Suïssa i Alemanya. Posseeix més de 230 revistes i diaris, més de 80 ofertes en línia així com holdings de la televisió i ràdio.
Axel Springer AG fou fundada el 1946/1947 pel periodista Axel Springer per la publicació de l'Hamburger Abendblatt. El seu actual director general és Mathias Döpfner. L'empresa Axel Springer és l'editorial més gran d'Europa i controla el percentatge més gran de diaris del mercat alemany, un 23,6%, sobretot gràcies al fet que el seu tabloide Bild és el diari de més circulació a Europa, amb una xifra de lectors diaris que ronda els 12 milions. El 2013 va vendre uns dels seus títols emblemàtics, l'Hamburger Abendblat, Berliner Morgenpost, el setmanari radiotelevisiu Hörzu i la revista feminia Bild der Frau al grup essenenc Funke Mediengruppe, la venda va esdevenir efectiva l'1 de gener del 2014 després de l'assentiment del Consell de la Competició.
Al sector de la premsa escrita, Springer va decidir a concentrar-se en els seus dos títols principals, Bild i Die Welt, i continuar desenvolupant les seves activitats en les mitjans digitals i multimèdia. Els diaris venuts a Funke van realitzar un volum de negocis de 5124,4 millions d'euro el 2012.
Després de l'adquisició de Politico i Business Insider, Axel Springer va anunciar que tots els empleats havien de donar suport a una economia de lliure mercat, una Europa unida i al dret d'Israel a existir.